# 吉祥街道 (法库县)
吉祥街道，是中华人民共和国辽宁省沈阳市法库县下辖的一个乡镇级行政单位。原法库镇于2017年6月12日被批准撤销，改设为吉祥街道办事处。

## 行政区划
吉祥街道下辖以下地区：
吉祥社区、边门社区、正阳社区、石桥社区、河南社区、团结社区、晓东社区、东门社区、老虎东沟村、大泉眼村、东农村、北门村、建设村、新城堡村、蛇山沟村和红土砬子村。